# Scala Coeli
Scala Coeli – miejscowość i gmina we Włoszech, w regionie Kalabria, w prowincji Cosenza.
Według danych na rok 2004 gminę zamieszkuje 1389 osób, 20,7 os./km².